# CAF African Schools Football Championship
Die CAF African Schools Football Championship ist die Afrikameisterschaft im Fußball von Schulmannschaften. Das Turnier wurde 2023 erstmals ausgetragen und wird von der Confédération Africaine de Football (CAF) organisiert.

## Geschichte
Am 11. Mai 2022 stellte CAF-Präsident Patrice Motsepe die Initiative zu Schulfußballmeisterschaften im mosambikanischen Maputo vor. Die Erstaustragung des Turniers fand im April des Folgejahres im King Zwelithini Stadium in Durban (Südafrika) mit Vereinsmannschaften statt. Im darauffolgenden Jahr wurde die zweite Austragung in Sansibar mit Nationalmannschaften ausgetragen.

## Die Turniere im Überblick
| Afrikanische Schulmeisterschaft | Afrikanische Schulmeisterschaft | Afrikanische Schulmeisterschaft | Afrikanische Schulmeisterschaft | Afrikanische Schulmeisterschaft | Afrikanische Schulmeisterschaft | Afrikanische Schulmeisterschaft | Afrikanische Schulmeisterschaft |
| Jahr                            | Gastgeber                       | Jungen                          | Jungen                          | Jungen                          | Mädchen                         | Mädchen                         | Mädchen                         |
| Jahr                            | Gastgeber                       | Sieger                          | Ergebnis                        | 2. Platz                        | Sieger                          | Ergebnis                        | 2. Platz                        |
| ------------------------------- | ------------------------------- | ------------------------------- | ------------------------------- | ------------------------------- | ------------------------------- | ------------------------------- | ------------------------------- |
| 2022/23 Details                 | Südafrika                       | CS Ben Sekou Sylla              | 5:4 n. E. (1:1)                 | Clapham High School             | Fountain Gate School            | 3:0                             | Ecole Omar IBN Khatab           |
| 2023/24 Details                 | Sansibar                        | Tansania                        | 1:0                             | Guinea                          | Südafrika                       | 5:4 n. E. (1:1)                 | Marokko                         |
| 2024/25 Details                 |                                 |                                 | –:–                             |                                 |                                 | –:–                             |                                 |